# American Staffordshire Terrier
Pour les articles homonymes, voir Staff.
Ne doit pas être confondu avec Staffordshire Bull Terrier.
 (novembre 2019).
- Si vous ne connaissez pas le sujet, laissez ce bandeau (vous pouvez alors contacter les auteurs).
- Si vous supprimez le contenu mis en cause (vous pouvez préalablement contacter les auteurs),

argumentez précisément cette suppression dans la page de discussion
(un manque de référence n'est pas un argument ; une recherche réelle de référence doit avoir été effectuée, être formellement documentée).
L’American Staffordshire terrier, aussi connu sous les diminutifs Am staff, Amstaff ou Staff, est un chien de type terrier classé dans le groupe 3 selon la Fédération cynologique internationale.
Étroitement apparenté et assimilé par la loi en France à l'American Pit Bull Terrier, l'American Staffordshire fait partie en France, depuis janvier 1999, des races de 2e catégorie (chien de garde ou de défense) pour autant qu'il soit inscrit au Livre des Origines Français (LOF) et de 1re catégorie (chien d'attaque) s'il ne l'est pas. L'achat, la vente et la détention sont donc soumis à conditions strictes pour tout futur détenteur ou détenteur d'un chien de catégories 1 et 2. Dans d'autres pays, comme la Belgique et les États-Unis, les American Staffordshire terriers et les Pit Bulls sont considérés comme deux races distinctes.

## Histoire
Depuis longtemps, des combats furent organisés opposant divers animaux, notamment des taureaux, à des chiens de combat. Les chiens utilisés étaient principalement des Bulldogs. Ceux de l'époque étaient cependant différents des Bulldogs actuels ; ils étaient plus grands et plus puissants. Parallèlement, des Terriers, plus fins et plus agiles, étaient utilisés dans des combats de type « chien contre rats ».
À partir du XVIIIe siècle, afin d'obtenir des chiens de combat combinant force, rapidité et agilité, des croisements entre Bulldogs et Terriers furent réalisés, donnant naissance aux Bull-and-Terriers.
Parallèlement, certaines races similaires étaient aussi utilisées pour assister les nourrices dans leur travail quotidien. Ces chiens, réputés pour leur douceur avec les enfants[réf. nécessaire], auraient développé ce trait au contact des jeunes enfants. Leur mâchoire puissante était aussi utile pour protéger les plus petits contre les kidnappings des plus petits, ce qui permettait d'éviter certains conflits entre les familles influentes.
Peu avant 1850, James Hinks, éleveur de Bull-and-Terriers, croisa ces chiens notamment avec des Old English White Terriers. Ces croisements donnèrent naissance à une lignée homogène. Une nouvelle race fut officialisée par le Kennel Club anglais sous le nom, toujours utilisé aujourd'hui, de Bull Terrier.
L'Américan Staffordshire Terrier descend des Staffordshire Bull Terriers (originaires du comté anglais de , importés dans le Nouveau Monde par des  colons anglais. D'autres races de chiens furent importées en Amérique.
Parmi ces importations figuraient les Blue Paul Terriers, généralement de couleur gris-bleu. Leur nom viendrait du pirate Paul Jones, qui appréciait cette couleur et utilisait ces chiens pour les combats. Ces chiens étaient plus grands et plus massifs que les Staffordshire Bull Terriers. Ce serait de ces ancêtres lointains, les Blue Paul, que de nombreux American Staffordshire Terriers tiennent leur robe bleu-gris.
En Amérique, les chiens importés d'Angleterre et utilisés pour les combats ont été communément appelés « Pit Bulls » ou « Pit Bulls Terriers » (le mot pit signifie « arène », lieu où se déroulaient les combats de chiens). Les éleveurs ne se souciaient pas de créer une race précise ; ils cherchaient uniquement la performance au combat, en croisant des chien d'origines diverses. À cette époque, les American Pit Bull Terrier servaient aussi à la chasse au grand gibier, à la garde des troupeaux et à la protection des propriétés.

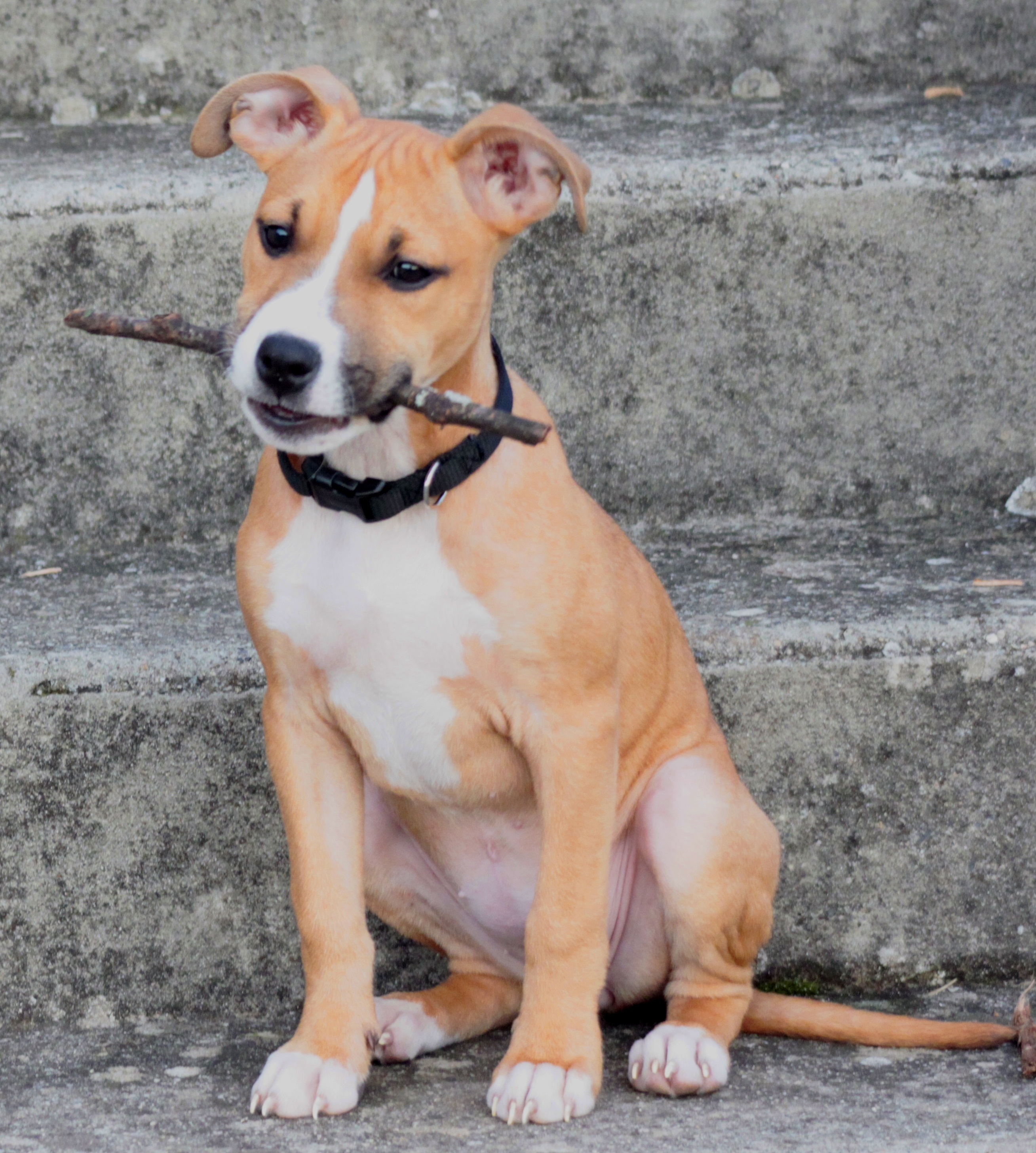
Amstaff.

L'Amstaff et le Pit bull sont unis par un passé commun. La United Kennel Club (UKC) fut la première à reconnaître ces chiens sous l'appellation de American Pit bull Terrier. Le fondateur de la UKC, C. Z. Bennett, attribua en 1898 le numéro d’enregistrement UKC n°1 à son propre chien, Bennett’s Ring. Dès lors, aucun croisement extérieur ne fut autorisé : l’American Pit Bull Terrier était né.
En 1936, l'American Kennel Club (AKC) reconnut la race sous le nom American Staffordshire Terrier, soit 38 ans après l'UKC. Le nom initial Staffordshire Bull Terrier fut modifié en 1976 pour différencier le chien américain, plus grand et plus lourd, de son parent anglais.
Bien qu'issus d'une même origine, l'American Staffordshire Terrier et l'American Pit Bull Terrier sont aujourd'hui considérés comme deux races différentes dans la plupart des pays,mais pas en France, où seul l'American Staffordshire Terrier est reconnu comme une race de type « Pit Bull ». Les American Staffordshire Terrier auraient été sélectionnés pour leur meilleur caractère, tempérament envers aux humains[réf. nécessaire].
Les deux chiens sont si semblables que certains spécialistes considèrent l'American Pit Bull comme le chien de travail, et l'American Staffordshire Terrier comme sa version de concours ou d'exposition, tel que le décrit The Bulldog information Library.
Il faut noter une grande différence dans les standards des couleurs en comparaison avec le Pit bull. La robustesse des os des pattes avant est aussi plus marquée chez le Amstaff que chez le Pitbull.

## Caractère

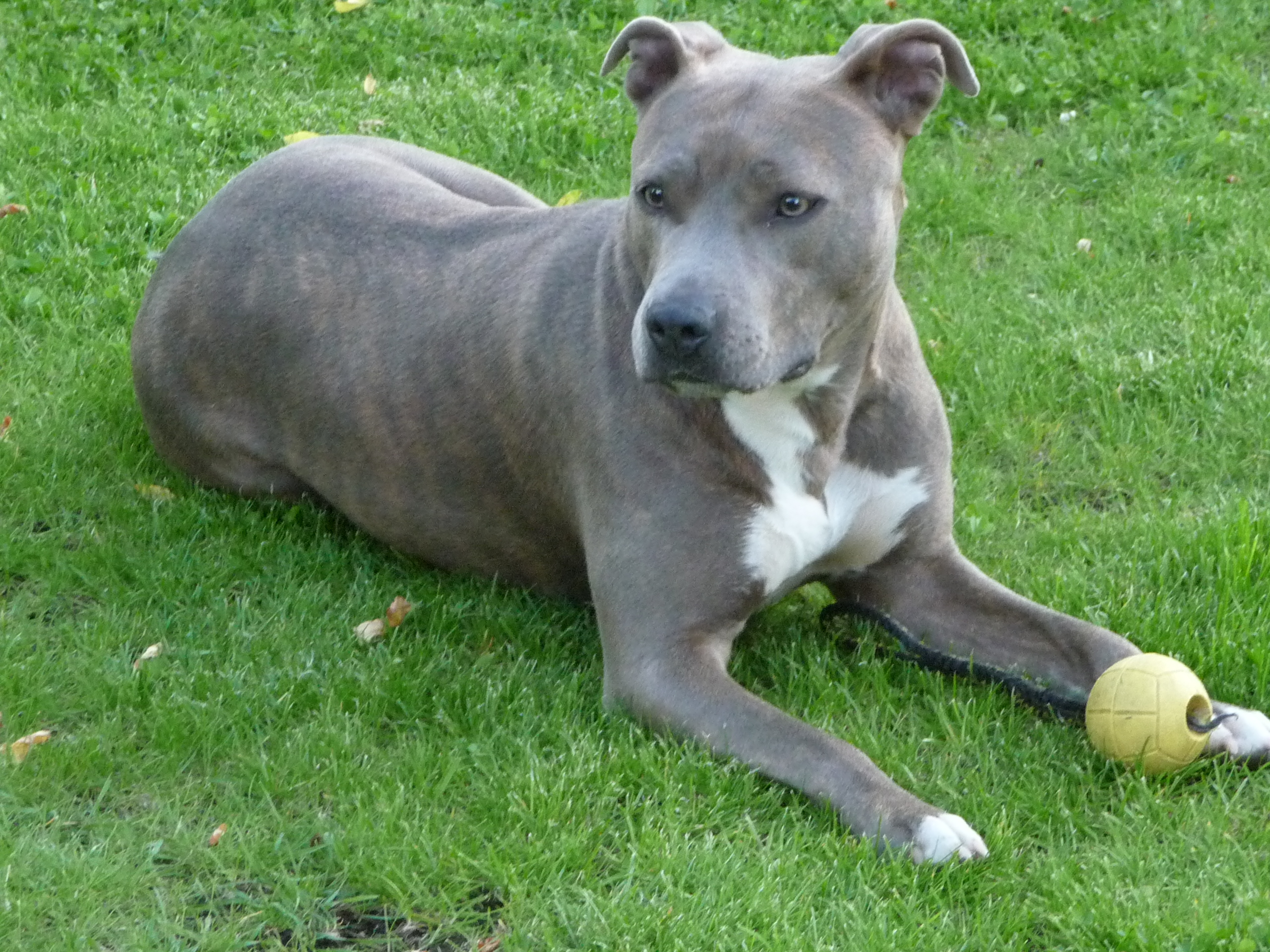
Un American Staffordshire Terrier.

L'American Staffordshire Terrier combine la force du Bulldog et l'agilité du Terrier. Résistant, tenace, lest indépendant et sûr de lui,il a besoin de se dépenser pour canaliser son énergie trop débordante[réf. nécessaire].
Très réceptif, son courage proverbial, son agilité et son intelligence[réf. nécessaire] le prédisposent à de nombreuses activités. Sportif, il démontre sa rapidité et sa souplesse, son endurance en cani-cross et sa précision en pistage. Il est extrêmement dynamique et plein de vitalité.
Remarquable gardien des propriétés[réf. nécessaire], c'est aussi un bon chien de compagnie[réf. nécessaire]. Toutefois, des individus dressés pour développer leur agressivité peuvent représenter un danger, même pour les membres de leur propre famille.

## Santé
L'American Staffordshire Terrier a une espérance de vie moyenne de 12 à 16 ans. Il peut être sujet à des problèmes de santé mineurs tels que la dysplasie du coude, l'hypothyroïdie et les maladies cardiaques, ainsi qu'à des affections majeures comme l'atrophie rétinienne progressive (PRA), la dysplasie canine de la hanche (bien que rarement observée) et l'ataxie cérébelleuse. Il peut également souffrir de ruptures du ligament croisé et d'allergies.

## Législation

### France

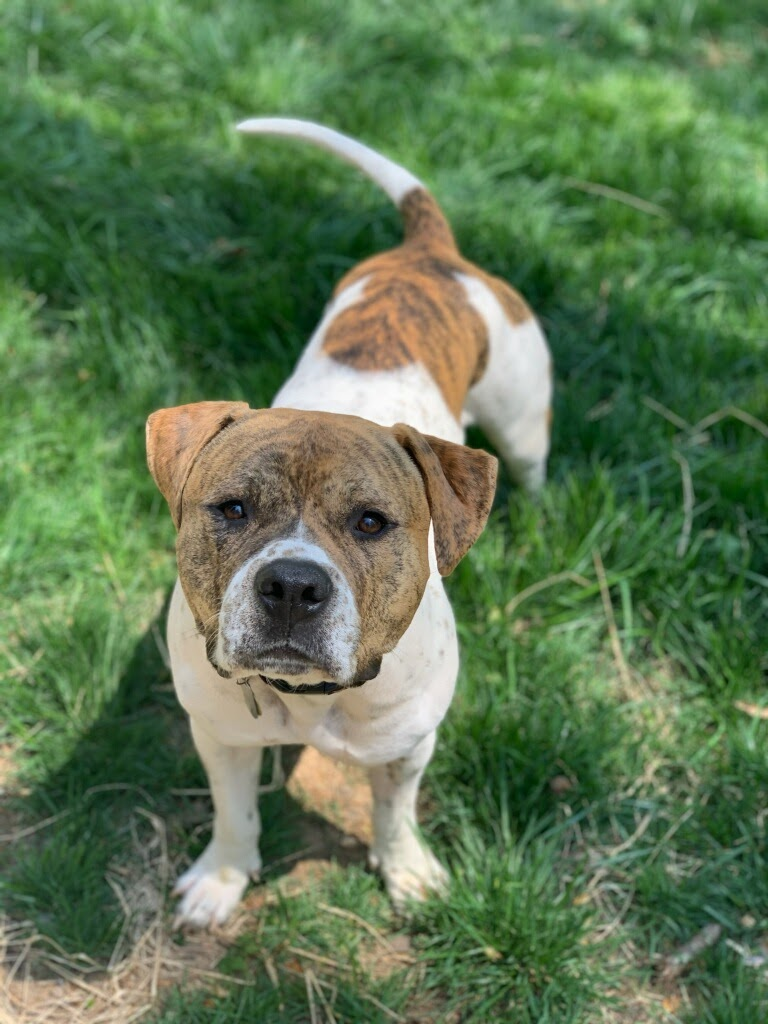
American Staffordshire Terrier mâle.

S'il est inscrit au Livre des origines française (LOF), ce chien est classé en France dans la catégorie 2 par la loi du 6 janvier 1999 . L'American Staffordshire Terrier ne peut donc pas être détenu par un mineur ou une personne condamnée avec un casier judiciaire. Il doit être déclaré à la mairie, vacciné contre la rage annuellement ; le maître doit souscrire une assurance de responsabilité civile spécifique. Il nécessite aussi une identification par puçage ou par tatouage. Le port du collier, de la laisse et de la muselière est obligatoire dans les parties communes des immeubles collectifs, les lieux publics, les locaux ouverts au public et les transports en commun.
S'il n'est pas inscrit au LOF, l'American Staffordshire Terrier se trouve classé en France dans la catégorie 1 (chien d'attaque) par la loi du 6 janvier 1999 . Depuis le 6 janvier 1999, l'acquisition, la vente ou le don de chiens de cette catégorie sont interdits, et ces chiens doivent être stérilisés.
Depuis le 10 novembre 2008, une évaluation comportementale est obligatoire entre ses 8 et 12 mois, à l'issue de laquelle il est classé, sur une échelle de 1 à 4 ; le niveau 1 signifiant « Le chien ne présente pas de risque particulier de dangerosité en dehors de ceux inhérents à l'espèce canine » et le niveau 4 « Le chien présente un risque de dangerosité élevé pour certaines personnes ou dans certaines situations ». Ces deux documents permettent de déclarer le chien en mairie. Une fois la déclaration enregistrée, le chien doit toujours être en règle.